# Église Saint-Brice de Sergy
L'église Saint-Brice est une église située à Sergy, dans le département de l'Aisne en France.

## Historique
L'église, dans son état actuel, date des XIIe – XIIIe siècles et a été remaniée au XVIe. Le monument est classé au titre des monuments historiques en 1922.

## Galerie de photographies

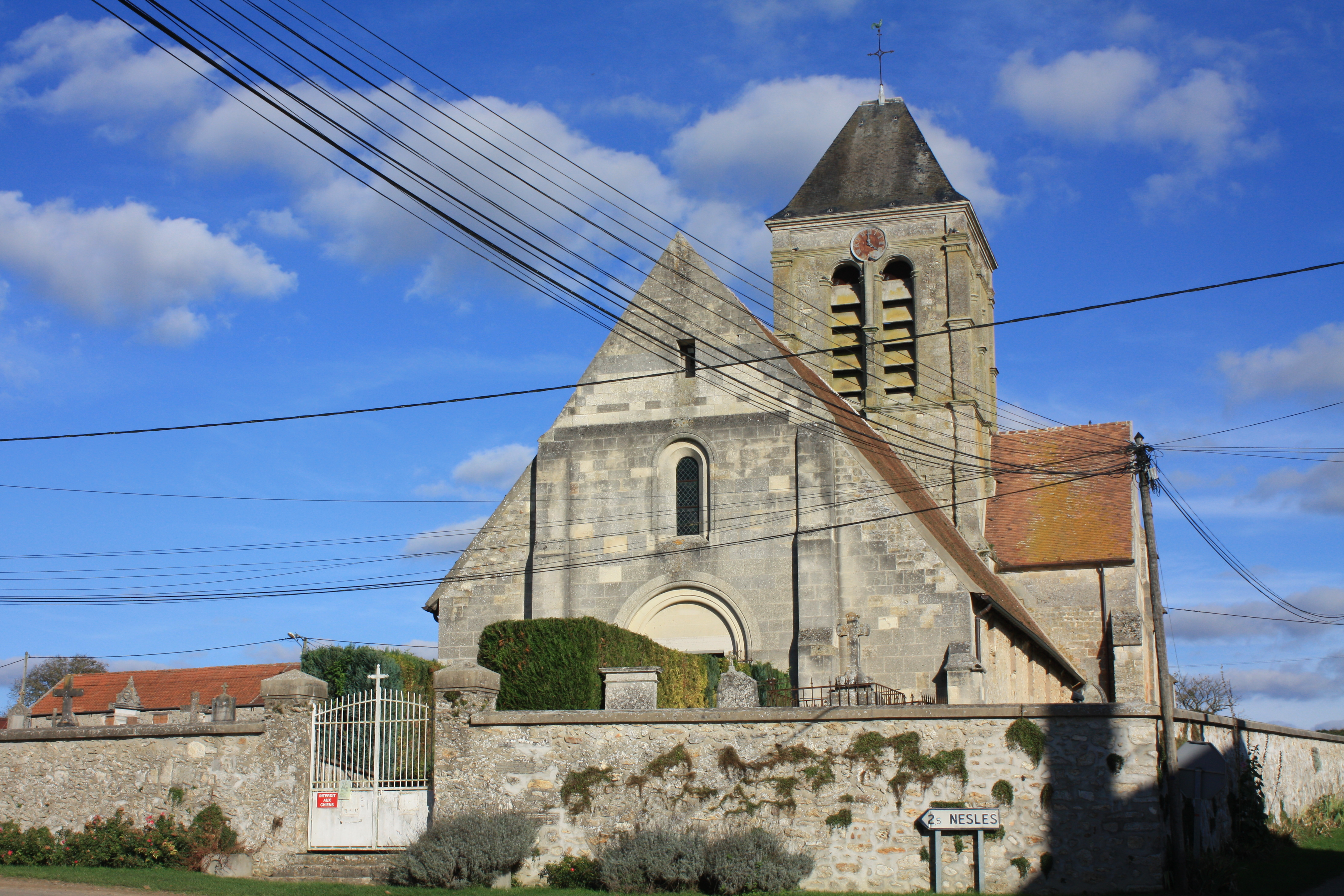
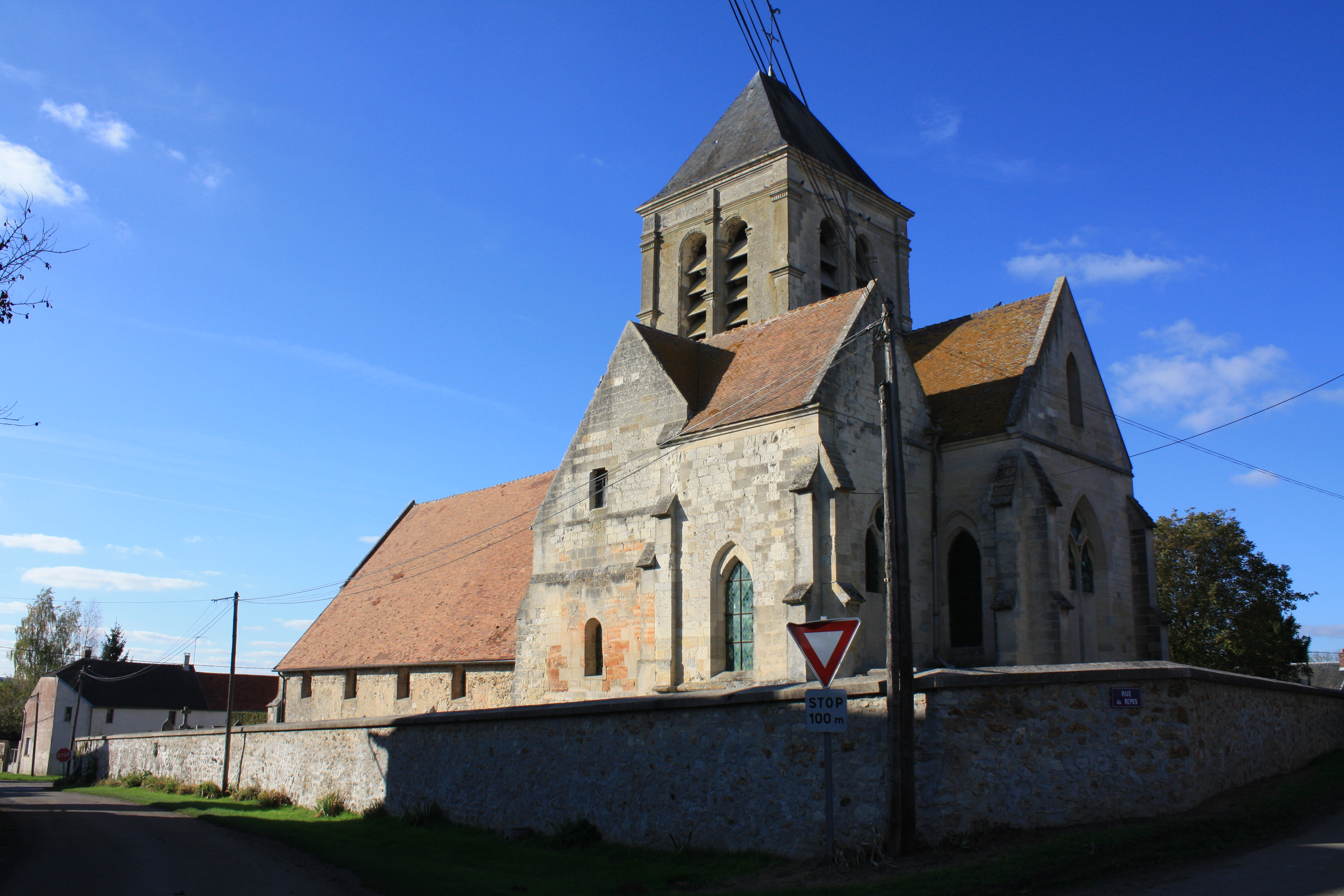